# Татищев, Леонид Леонидович
Леони́д Леони́дович Тати́щев (23 июня 1868 — 17 (30) марта 1916, госпитальное судно «Портюгаль») — уполномоченный российского Красного Креста, ювелир и поэт-любитель из рода Татищевых.

## Биография
Сын генерала Леонида Александровича Татищева (1827—1881) и фрейлины Екатерины Ильинишны (1835—1915), дочери генерал-адъютанта Ильи Гавриловича Бибикова.

В отличие от отца и старшего брата Ильи, Леонид Леонидович не выбрал для себя военную карьеру, не привлекала его и гражданская служба. По воспоминаниям, Татищев с детства интересовался камнями и металлами. Позднее он стал известным ювелиром-любителем, имел мастерскую в Санкт-Петербурге, за что получил прозвище «Татищев-ювелир».
 Работы его, по мнению журнала «Столица и усадьба», отличавшиеся «своеобразной (можно сказать мистической) компоновкой и идеей, они всегда оригинальны и тонки по выполнению», были представлены на нескольких выставках (так, Леонид Леонидович был участником 1-й международной выставки изделий из металла и камня в Петербурге в 1903—1904 годах.) На одной из них он был удостоен золотой медали . Сосед по имению подполковник Александр Петрович Олферьев в своих воспоминаниях писал: « Его страсть была ювелирные работы. Его работы были изящны, художественны и оригинальны. Ювелиры обращались к нему за образцами и рисунками, но он им отказывал, так как считал это торговой сделкой.» По мнению Николая Петровича Олферьева, «этот свободный художник был талантлив, но легко смотрел на жизнь, но только не тогда, когда сидел за работой в мастерской и когда нужно было помочь большому горю.»
Леонид Леонидович был неплохим стрелком и на состязаниях, проходивших в Швейцарии, несколько раз брал призы. Он увлекался литературной деятельностью, писал рассказы и стихи, большей частью неопубликованные. В 1910 году свет увидела пьеса из жизни французских бродячих артистов в 4 действиях «Гаер», в следующем году — сборник «Мелкие рассказы и стихотворения», в 1912 году — «Вера» (баллада в 5 песнях). Несколько стихотворений были положены на музыку (Песня «Гимн милосердию» муз. М. М. Иванова (1859—1935); романсы «Солнцем залиты», «Прялка» («Чуть гудит, чуть стучит…»), «Колокольчик» («Смотрит с неба месяц бледный…») муз. Н. Ильина; «Привет доблестным витязям братьям-Славянам» Э. Кабеллы; цыганский романс «Дай твою ручку» муз.  Н. В. Зубова и др.). Стихи Татищева были «также проникнуты некоторой мистичностью — она, видимо, сродни ему.»
Ещё одной страстью были лошади, и «он увлекался этим очень.» После смерти в 1895 году бездетного дяди, пензенского губернатора А. А. Татищева, Леонид Леонидович, «очень милый и приятный человек», унаследовал «его большое и благоустроенное имение с земельной площадью около 3 000 десятин с хорошей усадьбой: большим садом и большим кирпичным домом» при селе Протасове на реке Аморде.
Младший, Леонид приезжал на несколько месяцев в именье, в хозяйство не вникал. Был хлебосольным русским барином: увлекался лошадьми, цыганами. Любил цыганские песни, приглашал их в именье. Пригласил в именье заезжий цирк и своих соседей. Соседи долго вспоминали это гостеприимство.
В Первую мировую войну Татищев был назначен уполномоченным Красного Креста на госпитальном судне «Портюгаль». 17 (30) марта 1916 года корабль, следовавший в Трапезунд, встал на якоре в Чёрном море близ турецкого города Офа. Внезапно недалеко от корабля всплыла немецкая подводная лодка U-33. «Вдруг от подводной лодки по направлению к судну побежала по воде зыбь от пущенной мины. Капитан забил тревогу и приказал всем находящимся на судне надеть на себя спасательные пояса». Первая мина прошла мимо. Обойдя судно, лодка выстрелила с правой стороны и попала в машинное отделение, разорвав его пополам. На тонущем корабле царила паника, многие мужчины снимали с себя пояса и отдавали их сёстрам милосердия. Судно «Портюгаль» затонуло за несколько минут. Среди погибших оказался и Татищев.
Уполномоченный Леонид Леонидович Татищев оставался на палубе до последней минуты, молясь о спасении других, ничего не предпринимая для себя – «Боже спаси их» – повторял он крепко держась за поручни накренившейся палубы, пока руки не разжались сами.
Приказом командования Черноморского флота № 599 от 29.06.1916 года Леонид Леонидович Татищев, не имеющий чина, был удостоен Георгиевского креста № 318515 так, как «во время гибели судна проявил отменную стойкость духа, следил за спасением погибающих, личным примером воодушевляя команду и служащих, не оставил судно до конца и погиб на нём геройской смертью.»

## Браки и дети
В 1893 году Леонид Леонидович женился на княжне Виринее Васильевне Гагариной (1867—?), последней владелице усадьбы в с. Гагаринские Новоселки Переславского уезда. Брак был недолгим и продлился всего три года. Супруги имели дочь:
- Екатерина (8.08.1894—?)

Второй супругой Татищева стала на молодая поэтесса Евдокия Васильевна Минеева. К 1913 году она выпустила уже 3 сборника стихотворений. Посетительница кружка «Вечера Случевского», знакомая Н. Гумилёва. Евдокия Васильевна окончила курсы сестёр милосердия и стала членом Петроградской Кауфманской общины сестёр милосердия. Вместе с супругом находилась на корабле во время атаки. «Ценою собственной жизни графиню спас фармацевт госпитального судна Александр Леонидович Рытвинский, самоотверженно отдавший ей свой спасательный пояс.» Приказом командования Черноморского флота № 599 от 29.06.1916 года Татищева была удостоена Георгиевской медали № 4862288 за то, что «во время гибели судна сохранила присутствие духа, достойно держала себя, а будучи извлечённой из воды, несмотря на ушибы и потрясение, по мере сил своих, оказывала помощь более пострадавшим.»

### Комментарии
1. ↑  Часто Леонида Леонидовича путают с дальним родственником графом Леонидом Леонидовичем (3 ноября 1870, СПб —?). Граф Татищев состоял по ведомству Министерства путей сообщения и служил в Управлении Казённых дорог. Он был сыном графа Леонида Алексеевича Татищева (1834—1872) и Марии Эрастовны Шаевской[2]